# Ryds herrgård

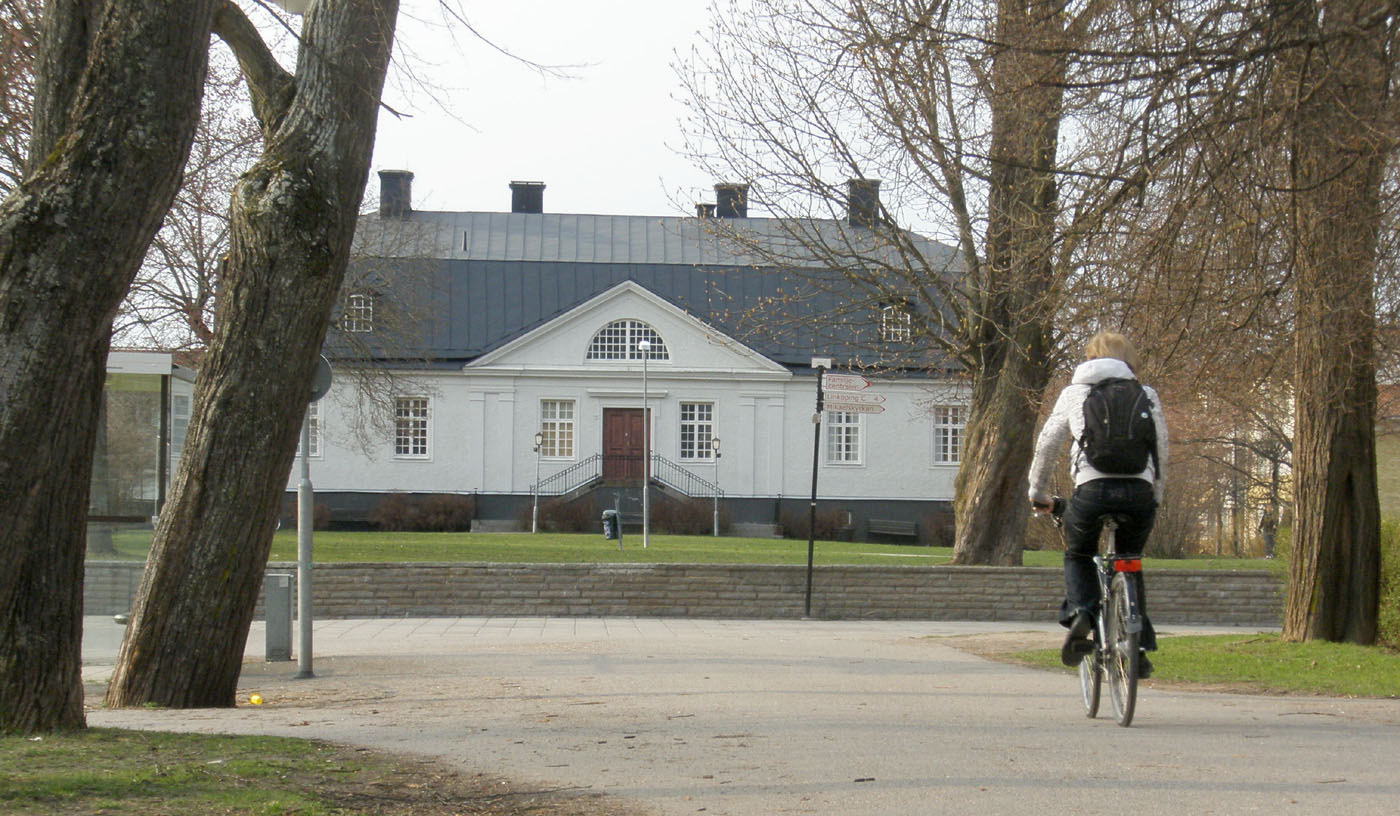
Ryds herrgård från söder. Delar av den gamla allén syns. I allén går numer en vältrafikerad cykelväg.

Ryds herrgård är manbyggnaden vid en äldre gård i Östergötland som övertogs av Linköpings kommun i samband med att stadsdelen Ryd, Linköping bebyggdes under 1960-talet.
Huset byggdes 1720 och renoverades 1794 och 1903 då det fick sitt nuvarande utseende.
Den 24 februari 1968 invigdes Ryds Herrgård som kårhus för de studerande vid Linköpings universitet. I mitten av 1970-talet togs de första stegen till vad som är Ryds Herrgård idag med restaurang och pubverksamhet. ULAB:s driftråd och teknologföreningar, LiTHe Blås, Radio Ryd, Spexet, filmklubben med flera föreningar hade skrubbar på vinden. I samband med att kårhuset Kårallen öppnades 1987 flyttade många föreningar ut ur huset, sist ut var Radio Ryd 1999.
Mellan januari 2018 och 28 augusti 2019 genomfördes en större renovering av huset. Förutom pub- och restaurangverksamhet är huset nu öppet dagtid med studieplatser och ett café.